# Reprezentacja Kanady w piłce wodnej kobiet
Reprezentacja Kanady w piłce wodnej kobiet – zespół, biorący udział w imieniu Kanady w meczach i sportowych imprezach międzynarodowych w piłce wodnej, powoływany przez selekcjonera, w którym mogą występować wyłącznie zawodnicy posiadający kanadyjskie obywatelstwo. Za jej funkcjonowanie odpowiedzialny jest Kanadyjski Związek Piłki Wodnej (Water Polo Canada), który jest członkiem Międzynarodowej Federacji Pływackiej.